# Aliaksandr Ryhoravič Čarviakoŭ
Aliaksandr Ryhoravič Čarviakoŭ (tiếng Belarus: Аляксандр Рыгоравіч Чарвякоў, 8 tháng 3, 1892 - 16 tháng 6 năm 1937) là chính khách người Belarus thuộc Liên Xô, đảng viên Đảng Cộng sản Liên Xô.

## Tiểu sử
Aliaksandr Čarviakoŭ sinh ngày 8 tháng 3, 1892 (lịch cũ: 25 tháng 2) tại làng Dukora huyện Ihumienski tỉnh Minsk, Đế quốc Nga (nay là huyện Puchavicki, Belarus).

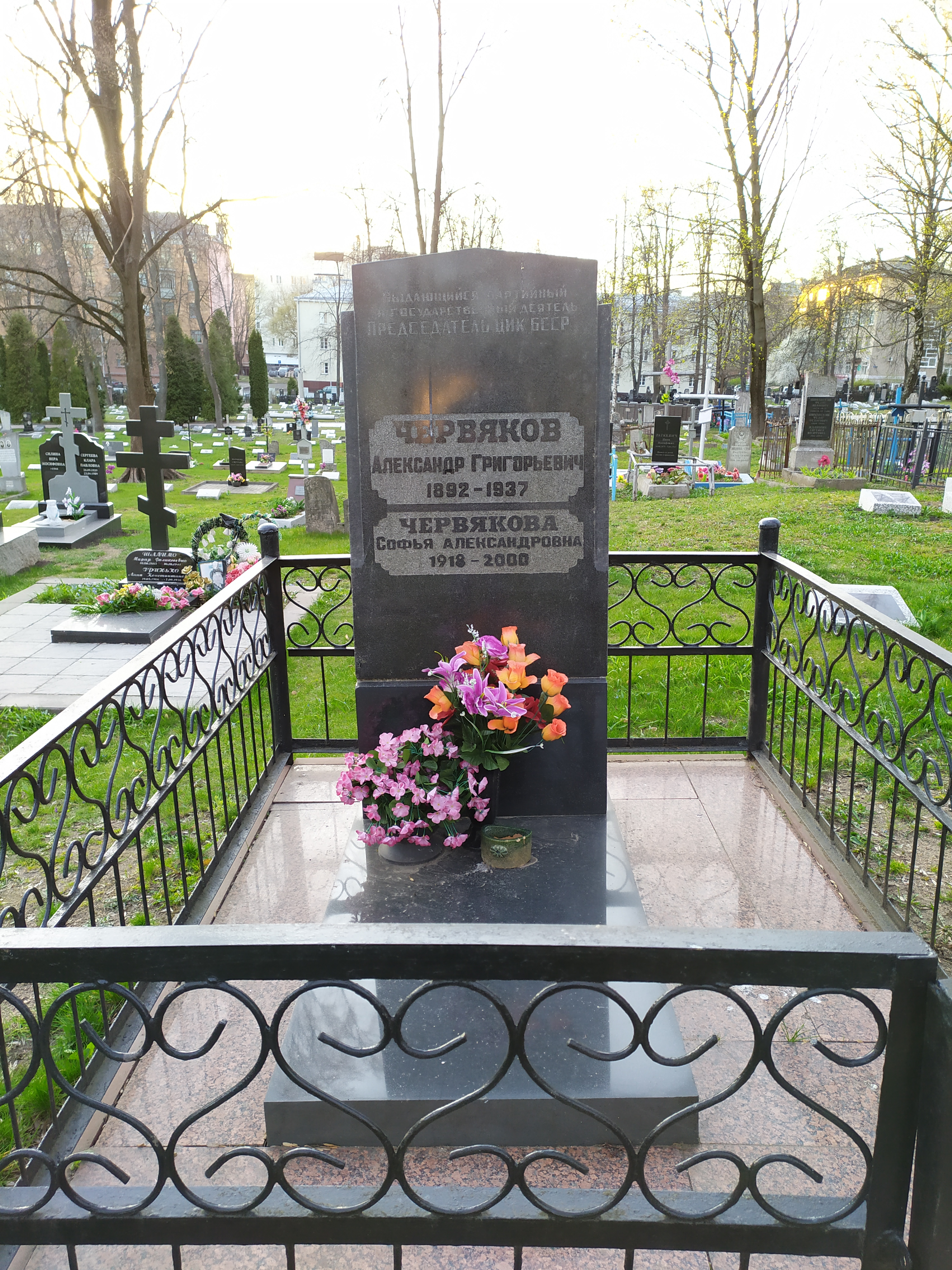
Mộ Čarviakoŭ và con gái Sophia tại Nghĩa trang quân đội Minsk

Ông tốt nghiệp Chủng viện Giáo viên Vilna (1915) và Trường quân sự Alexander (1916). Ông phục vụ trong quân đội Nga năm 1915-1917. Tháng 5 năm 1917, ông gia nhập hàng ngũ cộng sản và tham gia tích cực vào cuộc nổi dậy Bolshevik ở Petrograd, sau trở thành đồng sáng lập và lãnh đạo Đảng Lao động Dân chủ Xã hội Belarus.
Ngày 13 tháng 2 năm 1918, ông được bổ nhiệm làm Ủy viên phụ trách các vấn đề Belarus (Belnatsky) tại Ủy ban Nhân dân về các Dân tộc nước Nga Xô viết. Ngày 1 tháng 1 năm 1919, Čarviakoŭ nằm trong Chính quyền xô viết công nông lâm thời Belarus để tham gia ký Tuyên ngôn thành lập Byelorussia Cộng hòa Xô viết Xã hội chủ nghĩa. Sau giai đoạn ngắn, ông giữ chức Chính ủy Giáo dục Cộng hòa Xã hội chủ nghĩa Xô viết Litva–Byelorussia (tháng 1 năm 1919 - 31 tháng 7 năm 1920).
Năm 1920, Byelorussia lại tách ra, Čarviakoŭ được bổ nhiệm làm chủ tịch Ủy ban Cách mạng Minsk Gubernia, và sau đó là Ủy ban Cách mạng Toàn Byelorussia. Ông lần lượt giữ các chức vụ Quyền Chủ tịch  (1 tháng 8 năm 1920 - 18 tháng 12 năm 1920), Chủ tịch Ban chấp hành trung ương Cộng hòa Xã hội chủ nghĩa Xô viết Byelorussia (18 tháng 12 năm 1920 - 16 tháng 6 năm 1937), Chủ tịch Hội đồng Dân ủy (18 tháng 12 năm 1920 - 17 tháng 3 năm 1924), Ngoại trưởng dân ủy (1921 - tháng 7 năm 1923).
Ngày 30 tháng 12 năm 1922, Ủy ban Chấp hành Trung ương Liên Xô họp phiên đầu tiên bầu Čarviakoŭ cùng với M. I. Kalinin, G. I. Petrovsky và N. Narimanov làm đồng chủ tịch Ban Chấp hành Trung ương Liên Xô. Ông kiêm các chức vụ Ủy viên Ban Chấp hành Trung ương Đảng Cộng sản (Bolshevik) Belorussia (25 tháng 11 năm 1920 - 10 tháng 1 năm 1924), chủ tịch lâm thời Byelorussia thuộc Ban Chấp hành Trung ương Đảng Cộng sản (Bolshevik) (4 tháng 2 - 14 tháng 5 năm 1924), Ban Chấp hành Trung ương Đảng Cộng sản (Bolshevik) Belarus (14 tháng 5 năm 1924 - 16 tháng 6 năm 1937), Văn phòng Ban Chấp hành Trung ương Đảng Cộng sản Belorussia (29 tháng 11 năm 1927 - 16 tháng 6 năm 1937). Ông là chủ tịch Hội "Chống nạn mù chữ".
Tại Đại hội XVI Đảng Cộng sản Belorussia (10-19 tháng 6 năm 1937), ông bị chỉ trích gay gắt vì chưa triệt để tiêu diệt "kẻ thù của nhân dân". Ngày 16 tháng 6, trong thời gian nghỉ giữa đại hội, ông dùng súng tự sát trong văn phòng. Thông tin chính thức loan báo ông tự sát "vì lý do gia đình". Ông được an táng tại Nghĩa trang quân đội thành phố Minsk.

## Tưởng niệm
- Tên Aliaksandr Čarviakoŭ được đặt cho đường và hẻm ở quận trung tâm thành phố Minsk và con phố tại quê hương Dukora.
- Tên Aliaksandr Čarviakoŭ được đặt cho trường trung học cơ sở ở khu Svislač, huyện Puchavicki, tỉnh Minsk).[2]
- Số nhà 30 phố Karl Marx tại Minsk có treo bia tưởng niệm Aliaksandr Čarviakoŭ.

## Trong văn học
Một số tác giả đã dùng Aliaksandr Čarviakoŭ làm nhân vật trong các tác phẩm văn học như Podykh Navalnitsy (Hơi thở của bão) của Ivan Mieliež năm 1966 hay Znak Byada ( (Dấu hiệu rắc rối) của Vasiĺ Bykaŭ năm 1982.